# Matthew Wolff
Matthew Brandyn Wolff, född 14 april 1999 i Simi Valley i Kalifornien, är en amerikansk professionell golfspelare som spelar för Liv Golf sedan den 28 juni 2022. Han har tidigare spelat bland annat på PGA Tour.
Wolff har vunnit en PGA-vinst. Hans bästa placering i majortävlingar är en andra plats vid US Open och en delad fjärde plats vid PGA Championship, båda 2020.
Han skulle studera vid University of Southern California men ändrade sig och började istället studerade vid Oklahoma State University–Stillwater. Wolff spelade golf för deras idrottsförening Oklahoma State Cowboys.